# Équipe des Bermudes de cricket
 (octobre 2023).
Si vous disposez d'ouvrages ou d'articles de référence ou si vous connaissez des sites web de qualité traitant du thème abordé ici, merci de compléter l'article en donnant les références utiles à sa vérifiabilité et en les liant à la section « Notes et références ».
 (octobre 2023).
L’Équipe des Bermudes de cricket représente les Bermudes dans des rencontres internationales de cricket. Elle est sous la responsabilité de la fédération des Bermudes de cricket, le Bermuda Cricket Board (en). Fondée [Quand ?], elle a participé pour la première fois à la Coupe du monde en 2007.

## Palmarès
| Coupe du monde de cricket - 2007 : premier tour |  | ICC Trophy - 1979 : demi-finale - 1982 : finaliste - 1986 : 4e - 1990 : premier tour - 1994 : 4e - 1997 : premier tour - 2001 : 9e - 2005 : 4e |